# Christopher Murray García
Christopher Murray García (Santiago, 1985) es un cineasta y docente chileno.

## Trayectoria
Es egresado como Director Audiovisual en la Universidad Católica de Chile y Máster en Antropología Visual de la Universidad de Mánchester, Inglaterra.
Dirigió el largometraje Manuel de Ribera estrenado en el Festival de Róterdam 2010 y ganador del premio a “Mejor Película Nacional” en SANFIC  2010. Es cofundador del proyecto documental “MAFI" - Mapa Fílmico de un País” , estrenado internacionalmente en IDFA 2012.
Director general de los documentales colectivos “Propaganda” y “Dios”  ambos estrenados y premiados en el Festival Visions du Réel.
Es director y guionista del largometraje de “El Cristo Ciego” con el cual compitió por el León de Oro en la Competencia Oficial del Festival de Venecia 2016 y ganador del Premio de la Crítica Internacional (FIPRESCI) en el FICCI 2017.
Es creador y jefe de programa del nuevo diplomado de Antropología y Creación Audiovisual UC.

## Filmografía
| Año  | Título              | Rol       | Nota                    | Ref   |
| ---- | ------------------- | --------- | ----------------------- | ----- |
| 2005 | Habitando Fuera     | Dirección | Cortometraje de ficción | [ 1 ] |
| 2006 | Quedar              | Dirección | Cortometraje de ficción | [ 2 ] |
| 2009 | El monte de Gabriel | Dirección | Cortometraje de ficción | [ 3 ] |
| 2010 | Manuel de Ribera    | Dirección | Largometraje de ficción | [ 4 ] |
| 2014 | Propaganda          | Dirección | Largometraje documental | [ 5 ] |
| 2016 | El Cristo ciego     | Dirección | Largometraje ficción    | [ 6 ] |
| 2019 | Dios                | Dirección | Largometraje documental | [ 7 ] |
| 2020 | El cielo está rojo  | Montaje   | Largometraje documental | [ 8 ] |
| 2023 | Brujería            | Dirección | Largometraje de ficción | [ 9 ] |

## Premios y reconocimientos
| Año  | Evento                                               | Categoría                                                     | Obra             |
| ---- | ---------------------------------------------------- | ------------------------------------------------------------- | ---------------- |
| 2010 | SANFIC                                               | Mejor Película, Competencia de Cine Chileno                   | Manuel de Ribera |
| 2014 | Festival Visions du réel                             | Premio del Jurado, Competencia Internacional de mediometrajes | Propaganda       |
| 2014 | FIDOCS                                               | Premio especial del Jurado Competencia Nacional               | Propaganda       |
| 2014 | Festival Cine B                                      | Premio Mejor película nacional                                | Propaganda       |
| 2016 | Festival Arica Nativa                                | Mejor película, Categoría Largometrajes Rurales               | El Cristo ciego  |
| 2017 | Festival Internacional de Cine de Punta del Este     | Mención especial del jurado                                   | El Cristo ciego  |
| 2017 | Festival de cine de Cartagena de Indias              | Premio de la Crítica Internacional (Fipresci)                 | El Cristo ciego  |
| 2019 | Festival Visions du réel                             | Premio jurado joven                                           | Dios             |
| 2023 | Festival de Cine Latinoamericano de Toulouse         | Premio Cine+                                                  | Brujería         |
| 2023 | Festival Internacional de Cine Fantástico de Bucheon | Mejor película                                                | Brujería         |